# Леандро
Леандро Ливраменто Андраде (на португалски: Leandro Livramento Andrade) е португалски футболист, който играе на поста полузащитник. Състезател на Карабах.

## Кариера
На 28 юли 2020 г. Леандро подписва с отбора на Черно море. Прави своя дебют на 16 август при победата с 0–4 като гост на Етър.

## Успехи
Карабах
- Азербайджанска висша лига (2): 2021/22, 2022/23